# لوف أرجواني الكفرى
لوف أرجواني الكفرى (الاسم العلمي:) هو نوع من النباتات يتبع جنس اللوف من الفصيلة اللوفية.